# Sainte-Agathe-d'Aliermont
Sainte-Agathe-d'Aliermont är en kommun i departementet Seine-Maritime i regionen Normandie i norra Frankrike. Kommunen ligger i kantonen Londinières som tillhör arrondissementet Dieppe. År 2022 hade Sainte-Agathe-d'Aliermont 298 invånare.

## Befolkningsutveckling
Antalet invånare i kommunen Sainte-Agathe-d'Aliermont
| Referens: INSEE |